# 中川美鈴
中川 美玲（なかがわ みれい、1993年5月20日 - ）は、日本のAV女優。

## 来歴・人物
北川カレン名義で着エロアイドルとして活動した後、2013年11月にアダルトビデオメーカー・teamZEROの専属女優としてAVデビュー。2015年に「葉山瞳」に改名して再デビューした。

## 出演作品

### アダルトDVD
- iku!中川美玲（2013年11月13日）
- GANSHA/中川美玲（2013年12月13日）
- if..siuatiohioもしもの10シチュエーション（2014年1月13日）
- officeLady押されると弱い美人上司（2014年2月13日）
- 4本番（2014年4月13日）
- oL痴漢白書（2014年5月13日）
- わがまま騎乗位/中川美玲（2014年7月13日）
- 汗だくSEX/中川美玲（2014年8月14日）
- マグナムFUCK!/中川美玲（2014年9月13日）
- 中川美玲teamZERO１BEST（2014年11月13日）

## 出演

### テレビ番組
- 旅ヌード（2013年10月2日 - 10月23日、12月25日テレビ東京）